# Maruggio
Maruggio is een gemeente in de Italiaanse provincie Tarente (regio Apulië) en telt 5441 inwoners (31-12-2004). De oppervlakte bedraagt 48,2 km², de bevolkingsdichtheid is 113 inwoners per km².

## Demografie
Maruggio telt ongeveer 2090 huishoudens. Het aantal inwoners steeg in de periode 1991-2001 met 1,6% volgens cijfers uit de tienjaarlijkse volkstellingen van ISTAT.
| Jaar | Inwoneraantal |
| ---- | ------------- |
| 1991 | 5300          |
| 2001 | 5386          |

## Geografie
Maruggio grenst aan de volgende gemeenten: Manduria, Sava, Torricella.
Avetrana · Carosino · Castellaneta · Crispiano · Faggiano · Fragagnano · Ginosa · Grottaglie · Laterza · Leporano · Lizzano · Manduria · Martina Franca · Maruggio · Massafra · Monteiasi · Montemesola · Monteparano · Mottola · Palagianello · Palagiano · Pulsano · Roccaforzata · San Giorgio Ionico · San Marzano di San Giuseppe · Sava · Statte · Tarente · Torricella
1. ↑  https://demo.istat.it/?l=it.